# Takaaki Nakagami
Takaaki Nakagami (jap. 中上 貴晶, Nakagami Takaaki; * 9. Februar 1992 in Chiba, Präfektur Chiba) ist ein japanischer Motorradrennfahrer.

## Karriere
Nakagami begann frühzeitig Pocket Bike zu fahren. Die japanischen Poket-Bike-Meisterschaft gewann er dreimal. Im Alter von neun Jahren begann er auf einem Minibike zu trainieren.
2006 wurde er jüngster 125-cm³-Meister in der japanischen Meisterschaft. 2007 wechselte er in die spanische Meisterschaft der 125 cm³-Klasse. Am Jahresende lag er auf dem zwölften Platz der Gesamtwertung. Im gleichen Jahr bestritt er seinen ersten Weltmeisterschaftslauf in der 125 cm³-Klasse der Motorrad-Weltmeisterschaft.
2008 fuhr Nakagami seine erste volle Saison in der 125-cm³-Klasse auf einer I.C.-Aprilia. Im Schlussklassement belegte er mit 17 Punkten den 24. Gesamtrang. Seine beste Platzierung war ein achter Platz beim Großen Preis von Großbritannien. 2009 verbesserte Nakagami seine Leistungen in dieser Klasse. Sowohl beim Großen Preis von Frankreich, als auch beim Großen Preis von Großbritannien wurde er jeweils Fünfter. Ende 2009 verließ er die Motorrad-Weltmeisterschaft und ging nach Japan zurück. Dort gewann Nakagami 2010 zusammen mit Ryūichi Kiyonari und Takumi Takahashi das 8-Stunden-Rennen von Suzuka. 2011 gewann er die japanische Moto2-Meisterschaft. Beim Großen Preis von Japan vertrat er Claudio Corti beim Italtrans Racing Team in der Moto2-Klasse, konnte jedoch verletzungsbedingt selbst nicht am Rennen teilnehmen.
In der Saison 2012 bestritt er für dieses Team die komplette Weltmeisterschaft. Seine beste Platzierung in diesem Jahr war ein fünfter Platz beim Großen Preis von Spanien. Insgesamt wurde Nakagami mit 56 Punkten 15. in der Endwertung.
2013 startete Nakagami in seine zweite volle Moto2-Saison. Im Auftaktrennen beim Großen Preis von Katar wurde er Dritter. In der Qualifikation zum Großen Preis von Frankreich holte sich Nakagami seine erste Pole-Position. Beim Warm-up zur Dutch TT auf dem TT Circuit Assen stürzte er schwer und brach sich das linke Schlüsselbein. Während seiner besten Saison in der Moto2-Klasse im Jahr 2016 erreichte er den sechsten Rang und holte auch beim Dutch TT seinen ersten Sieg.
Zur Saison 2018 wechselte er nach sechs Jahren in der Moto2 in die MotoGP-Klasse zu Honda ins LCR Team. Nakagami erreichte einige solide Ergebnisse, sein bestes Resultat war der sechste Platz beim Großen Preis von Valencia.

## Statistik

### Erfolge
- 2006 – Japanischer 125-cm³-Meister auf Honda
- 2011 – Japanischer J-GP2-Meister auf Honda
- 2 Grand-Prix-Siege

### In der Motorrad-Weltmeisterschaft
(Stand: Großer Preis von Tschechien, 20. Juli 2025)
| Saison | Klasse  | Team                     | Motorrad | Rennen | Siege | Zweiter | Dritter | Poles | Schn. Runden | Punkte | Ergebnis |
| ------ | ------- | ------------------------ | -------- | ------ | ----- | ------- | ------- | ----- | ------------ | ------ | -------- |
| 2007   | 125 cm³ | Red Bull MotoGP Company  | Honda    | 1      | –     | –       | –       | –     | –            | 0      | –        |
| 2008   | 125 cm³ | I.C. Team                | Aprilia  | 17     | –     | –       | –       | –     | –            | 12     | 24.      |
| 2009   | 125 cm³ | Ongetta Team I.S.P.A.    | Aprilia  | 16     | –     | –       | –       | –     | –            | 43     | 16.      |
| 2012   | Moto2   | Italtrans Racing Team    | Kalex    | 17     | –     | –       | –       | –     | –            | 57     | 15.      |
| 2013   | Moto2   | Italtrans Racing Team    | Kalex    | 16     | –     | 4       | 1       | 3     | –            | 149    | 8.       |
| 2014   | Moto2   | Idemitsu Honda Team Asia | Kalex    | 18     | –     | –       | –       | –     | –            | 34     | 22.      |
| 2015   | Moto2   | Idemitsu Honda Team Asia | Kalex    | 18     | –     | –       | 1       | –     | –            | 100    | 8.       |
| 2016   | Moto2   | Idemitsu Honda Team Asia | Kalex    | 18     | 1     | –       | 3       | 1     | 1            | 169    | 6.       |
| 2017   | Moto2   | Idemitsu Honda Team Asia | Kalex    | 18     | 1     | –       | 3       | 1     | –            | 137    | 7.       |
| 2018   | MotoGP  | LCR Honda Idemitsu       | Honda    | 18     | –     | –       | –       | –     | –            | 33     | 20.      |
| 2019   | MotoGP  | LCR Honda Idemitsu       | Honda    | 16     | –     | –       | –       | –     | –            | 74     | 13.      |
| 2020   | MotoGP  | LCR Honda Idemitsu       | Honda    | 14     | –     | –       | –       | 1     | –            | 116    | 10.      |
| 2021   | MotoGP  | LCR Honda Idemitsu       | Honda    | 18     | –     | –       | –       | –     | –            | 76     | 15.      |
| 2022   | MotoGP  | LCR Honda Idemitsu       | Honda    | 17     | –     | –       | –       | –     | –            | 48     | 18.      |
| 2023   | MotoGP  | LCR Honda Idemitsu       | Honda    | 20     | –     | –       | –       | –     | –            | 56     | 18.      |
| 2024   | MotoGP  | LCR Honda Idemitsu       | Honda    | 20     | –     | –       | –       | –     | –            | 31     | 19.      |
| 2025   | MotoGP  | Honda HRC Test Team      | Honda    | 2      | –     | –       | –       | –     | –            | 10     | 20.      |
| Gesamt | Gesamt  | Gesamt                   | Gesamt   | 264    | 2     | 4       | 8       | 6     | 1            | 1145   |          |

Grand-Prix-Siege
| Saison | Klasse | Rennen                 |
| ------ | ------ | ---------------------- |
| 2016   | Moto2  | Niederlande            |
| 2017   | Moto2  | Vereinigtes Konigreich |

## Verweise